# Phosphate d'acétyle
 (mars 2023).
Le phosphate d'acétyle est un composé chimique de formule CH3COOPO3H2.
C'est un métabolite produit au cours de la métabolisation de la taurine et de l'hypotaurine, et dérive également du pyruvate sous l'action de la pyruvate oxydase (EC 1.2.3.3).
Il se forme à partir du sulfoacétaldéhyde HOSO2CH2CHO et est converti en acétyl-CoA et en acétate respectivement par la phosphate acétyltransférase (EC 2.3.1.8) et l'acétate kinase (EC 2.7.2.1).